# SWITCHED-ON LOTUS
『SWITCHED-ON LOTUS』（スイッチト-オン・ロータス）は、平沢進の2枚目のリメイク・アルバムである。平沢進のリメイク・アルバムとしては『SOLAR RAY』より3年振りとなり、2004年1月10日に平沢進の自主レーベルであるテスラカイト・オンラインショップよりネット発売された。

## 概要
主にSim City、SIRENに収録されている曲よりリアレンジされており、2曲が書きおろし曲となっている。平沢進がタイランドで出会ったSP-2（トランス女性）らの9名が数年間で亡くなり、彼女らを偲ぶための追悼アルバムである。
タイトルはウェンディ・カルロスの｢Switched-On Bach｣のオマージュ。

## 収録曲
1. MERMAID SONG
SIREN収録曲のセルフカバー。9人の名前と、このアルバムを捧げるというタイ語のナレーションが流れる。
2. SWITCHED-ON LOTUS
書き下ろし。2000年代以降の楽曲で初めてアコースティック・ギターがフィーチャーされた。
3. SIAM LIGHTS
SIREN収録曲のセルフカバー。間奏ではアコースティック・ギターでのソロが追加されている。
4. ARCHETYPE ENGINE
Sim City収録曲のセルフカバー。
5. NURSE CAFE
SIREN収録曲のセルフカバー。歌詞が若干異なり、「Yeah Yeah Yeah Yeah Yeah」の所が「ハイヤイ ヤイ ヤイ ヨー」となっている。
6. SEH LE MAO - เสเลเมา
書き下ろし。チェンマイ地方に伝わる民謡のカヴァー。アレンジはタイのモダンポップスタイル「スティン」を模している。
7. KINGDOM
Sim City収録曲のセルフカバー。サビから始まり、ヴォーカルのメロディーがオリジナルと異なる。
8. LOTUS
Sim City収録曲のセルフカバー。原曲のポップ調から落ち着いた感じにアレンジされている。
9. ハルディン・ホテル - Haldyn Hotel
時空の水収録曲のセルフカバー。無料配信曲。タイの歌手であるスナリー・ラチャシマの曲「นอนกับฉันละเมอถึงใคร」の歌詞の一部分がサンプリングされている。
10. FGG
サイエンスの幽霊収録曲のセルフカバー。女性のサンプリング・ヴォイス（ライブではLOLAとMEIKO）を用いて歌われている。

## 参加ミュージシャン
- 平沢進 - ボーカル、ギター、シンセサイザー